# Piramida populației

Distribuția populației în funcție de vârstă și sex pentru Angola în 2005

O piramidă a populației sau piramida vârstei-sex este o ilustrare grafică a distribuției unei populații (de obicei cea a unei țări sau regiuni a lumii) pe grupe de vârstă și sex; de obicei ia forma unei piramide atunci când populația este în creștere. Bărbații sunt de obicei prezentați în stânga și femelele din dreapta și pot fi măsurați în număr absolut sau ca procent din populația totală. Piramida poate fi folosită pentru a vizualiza vârsta unei anumite populații. Este, de asemenea, utilizat în ecologie pentru a determina distribuția globală a vârstei unei populații; indicarea capacităților de reproducere și a probabilității continuării unei specii.

## Tipuri
Fiecare țară va avea o piramidă a populației diferită. Cu toate acestea, piramidele populației pot fi clasificate în trei tipuri: staționare, expansive sau constrictive. Aceste tipuri au fost identificate prin ratele fertilității și mortalității unei țări.
- „Piramidă staționară” sau piramida constantă a populației

O piramidă poate fi descrisă ca fiind staționară dacă procentele populației (vârstă și sex) rămân aproximativ constante în timp. Într-o populație staționară, numărul nașterilor și al morții se echilibrează aproximativ unul pe altul.
- „Piramidă expansivă” sau piramida populației în expansiune

O piramidă a populației care este foarte largă la vârstele mai tinere, caracteristică țărilor cu o rată ridicată a natalității și, probabil, o speranță de viață scăzută.  Se spune că populația crește rapid, iar mărimea fiecărei cohorte de nașteri crește în fiecare an.
- „Piramidă constrictivă” sau scăderea populației

O piramidă a populației care este îngustată în partea de jos. Populația este, în general, în general, mai în vârstă, în medie, deoarece țara are o speranță de viață lungă, o rată scăzută a mortalității, dar și o rată scăzută a natalității. Acest lucru poate sugera că, în viitor, ar putea exista un raport ridicat de dependență din cauza reducerii numărului la vârstele de lucru. Acesta este un model tipic pentru o țară foarte dezvoltată, cu un nivel ridicat de educație, acces ușor și stimulent pentru utilizarea controlului nașterilor, o bună îngrijire a sănătății și câțiva factori de mediu negativi.

### Citate
1. ↑  „Population Pyramids of the World from 1950 to 2100”. PopulationPyramid.net. Accesat în 21 aprilie 2018.
2. ↑  Weeks, John (2001). Population An introduction to concepts and issues. Wadsworth. p. 307.
3. 1 2 3  Population Pyramids - Oregon State University
4. ↑  Weeks, John (2011). Population An Introduction to concepts and issues. Wadsworth. p. 309. ISBN 978-1305094505.
5. ↑  Korenjak-Cˇ erne, Kejžar, Batagelj (2008). „Clustering of Population Pyramids”. Informatica. 32.
6. ↑  Boucher, Lauren (10 martie 2016). „What are the different types of population pyramids?”. www.populationeducation.org. Accesat în 29 martie 2017.